# أرقام الهاتف في أوقيانوسيا

رموز الهاتف الدولي في أوقيانوسيا تبدأ معظمها بالرقم 6، ما عدا جزيرة القيامة تبدأ بالرقم 5، بالإضافة للمناطق التابعة للولايات المتحدة الأمريكية حيث تبدأ جميعها بالرقم 1

## رموز الهاتف للبلدان والمناطق في أوقيانوسيا
| اسم البلد                                    | رمز البلد  | بادئة الرمز | البادئة الجذعية | المقالة الرئيسية                                |
| -------------------------------------------- | ---------- | ----------- | --------------- | ----------------------------------------------- |
| أستراليا                                     | +61        | 0011        | 0               | أرقام الهاتف في أستراليا                        |
| نيوزيلندا                                    | +64        | 00          | 0               | أرقام الهاتف في نيوزيلندا                       |
| المقاطعة الأسترالية بالقارة القطبية الجنوبية | +672 1x    | 00          |                 | أرقام الهاتف في المقاطعة الأسترالية بأنتاركتيكا |
| جزيرة كريسماس                                | +61 8 9164 | 00          | 0               | أرقام الهاتف في جزيرة عيد الميلاد               |
| جزر كوكوس                                    | +61 8 9162 | 0011        | 0               | أرقام الهاتف في جزر كوكس                        |
| جزر كوك                                      | +682       | 00          |                 | أرقام الهاتف في جزر كوك                         |
| تيمور الشرقية                                | +670       | 00          |                 | أرقام الهاتف في تيمور الشرقية                   |
| جزيرة القيامة                                | +56 32     | 00          |                 | أرقام الهاتف في جزيرة القيامة                   |
| ولايات ميكرونيسيا المتحدة                    | +691       | 00          |                 | أرقام الهاتف في ولايات ميكرونيسيا المتحدة       |
| فيجي                                         | +679       | 00          |                 | أرقام الهاتف في فيجي                            |
| تاهيتي                                       | +689       | 00          |                 | أرقام الهاتف في بولينزيا الفرنسية               |
| كيريباتي                                     | +686       | 00          |                 | أرقام الهاتف في كيريباتي                        |
| جزر مارشال                                   | +692       | 00          |                 | أرقام الهاتف في جزر مارشال                      |
| ناورو                                        | +674       | 00          |                 | أرقام الهاتف في ناورو                           |
| كاليدونيا الجديدة                            | +687       | 00          |                 | أرقام الهاتف في كاليدونيا الجديدة               |
| نييوي                                        | +683       | 00          |                 | أرقام الهاتف في نييوي                           |
| جزيرة نورفولك                                | +672 3     | 00          |                 | أرقام الهاتف في جزيرة نورفولك                   |
| بالاو                                        | +680       | 011 أو012   |                 | أرقام الهاتف في بالاو                           |
| بابوا غينيا الجديدة                          | +675       | 00          |                 | أرقام الهاتف في بابوا غينيا الجديدة             |
| جزر بيتكيرن                                  | +64 xx     | 00          |                 | أرقام الهاتف في جزر بيتكيرن                     |
| ساموا                                        | +685       | 00          |                 | أرقام الهاتف في ساموا                           |
| جزر سليمان                                   | +677       | 00          |                 | أرقام الهاتف في جزر سليمان                      |
| توكيلاو                                      | +690       | 00          |                 | أرقام الهاتف في توكلو                           |
| تونغا                                        | +676       | 00          |                 | أرقام الهاتف في تونجا                           |
| توفالو                                       | +688       | 00          |                 | أرقام الهاتف في توفالو                          |
| فانواتو                                      | +678       | 00          |                 | أرقام الهاتف في فانواتو                         |
| واليس وفوتونا                                | +681       | 00          |                 | أرقام الهاتف في والس وفوتونا                    |

### المناطق التابعة للولايات المتحدة الأمريكية
المناطق التالية هي مناطق تابعة للولايات المتحدة الأمريكية، وبالتالي فهي تخضع لخطة ترقيم أمريكا الشمالية، ولم يعد لها رمزها الهاتفي المستقل:
- +1-670 - جزر ماريانا الشمالية منذ 1 يوليو 1998 (كان سابقا +670)
- +1-671 - غوام منذ 1 يوليو 1998 (كان سابقا +671)
- +1-684 - ساموا الأمريكية منذ 2 أكتوبر 2004 (كان سابقا +684)